# Menhir du Fraisse
Le menhir du Fraisse est un menhir situé sur le causse Méjean, sur le territoire de la commune de Mas-Saint-Chély, dans le département de la Lozère en France.

## Description
Le menhir est constitué d'un bloc de dolomie de 3,10 m de hauteur hors sol et de 1,75 m de largeur à la base pour une épaisseur variant de 0,76 à 0,85 m. Son poids est estimé à plus de 10 tonnes.